# Lacticínios Tirol
A Lacticínios Tirol é uma fábrica de laticínios com sede na cidade de Treze Tílias, no estado brasileiro de Santa Catarina.
Em 2012, a empresa foi a marca mais vendida no segmento de leite longa vida (UHT), posição já ocupada no mercado de leite pasteurizado. Também destacou-se por ter recebido, por 13 anos consecutivos, o Prêmio Top of Mind em Santa Catarina.

## História
Fundada pelo padre austríaco Johann Otto Küng em 26 de setembro de 1974 na cidade de Treze Tílias, iniciou suas atividades com a industrialização de leite pasteurizado. Pouco depois, ampliou a indústria e passou a produzir outros produtos lácteos. Em 1994 adquiriu uma nova unidade localizada na cidade de Chapecó e, posteriormente, uma nova unidade foi construída em 2005 em Treze Tílias.
Atualmente, possui captação de sua matéria-prima nos estados do Rio Grande do Sul, Santa Catarina, Paraná e Goiás.

## Produtos
Além de leite pasteurizado, sua produção constitui alimentos lácteos, como iogurtes, requeijão, queijos, bebidas lácteas e funcionais, creme de leite, leite condensado e achocolatados, totalizando 150 linhas produtos e marcas, entre as principais estão: Kon Frutas, Fibrallis, Biociclos, Sutille, Leites Premiare, Frutein e Tirolzinho.